# Смирнов, Михаил Николаевич (1847)
Михаи́л Никола́евич Смирно́в (Смирнов-Кавказский; 30 мая [11 июня] 1847, Калуга — 12 февраля [31 января] 1889, Одесса) — российский ботаник, этнограф.

## Биография
Родился в семье сенатора Николая Михайловича Смирнова (1807—1870) от его брака с фрейлиной двора Александрой Осиповной Россет (1809—1882). Окончил Новороссийский университет (естественный факультет), защитив в 1867 году диссертацию на соискание учёной степени кандидата. Работал в Тифлисе в особом отделе у губернатора Воронцова.
Неоднократно бывал с экспедициями на Кавказе; один из лучших исследователей и знатоков кавказской фауны и флоры. С 1870-х годов печатал статьи в области зоологии, ботаники, археологии и лингвистики. Считается инициатором геоботанического районирования Кавказа. Участвовал в создании библиотеки ботанического сада. Его гербарии сохранились в Национальном музее Тбилиси.
Член Парижского антропологического общества (1877), Венского общества зоологов и ботаников (1881). Состоял также в Медицинском обществе, Обществе кавказских археологов, Кавказском отделении Российского имперского общества географии, Обществе истории и археологии Кавказа и сельского хозяйства; руководил канцелярией Организации реставрации православия на Кавказе.
Скончался в Одессе в возрасте 45 лет, после длительной болезни.

## Семья
Жена (с 1876) — Елизавета Михайловна Тамамшева (1854—1919), дочь тифлисского купца Михаила Егоровича Тамамшева. В качестве приданого родителями невесты был подарен особняк на Гановской улице (ныне — № 20 по улице Галактиона Табидзе, музей Смирновых), построенный в 1859 году дедом Елизаветы Михайловны, Егором Ивановичем Тамамшевым, по проекту Отто Симонсона. В этот дом М. Н. Смирнов перевёз из Петербурга некоторые предметы обстановки квартиры своей матери, а после её кончины — и почти все её личные вещи. В этом доме бывали А. Г. Рубинштейн, П. И. Чайковский, Н. Я. Николадзе, П. Г. Меликишвили и другие представители русской и грузинской интеллигенции; здесь И. Г. Чавчавадзе отметил 100-летие со дня рождения А. С. Пушкина.
- Георгий (декабрь 1876—1964); женат на Евгении Владимировне фон Шлейер[3];
  - внук Михаил (4.5.1918, Тифлис — 20.1.1985, Тбилиси)[3]; обстановку и библиотеку, принадлежавшие А. О. Смирновой, а также архивы и вещи М. Н. Смирнова, находившиеся в доме 20 по ул. Галактиона Табидзе (Тбилиси), завещал Грузинской ССР в лице Главной редакционной коллегии по художественному переводу и литературным взаимосвязям при Союзе писателей Грузии[3].

### Избранные труды
- Смирнов М. Н. Значение терминов «племя» и «народ» в антропологии вообще, а в частности в применении к классификации различных групп населения Кавказа / Реф. М. Н. Смирнова и возражение на этот реф. [Л. Загурского]. — Тифлис : Кавк. отд. Рус. геогр. о-ва, 1885. — 14 с.

## Память
Несколько фотографий М. Н. Смирнова хранятся в Фонде документальной фотографии Всероссийского музея А. С. Пушкина.
Именем М. Н. Смирнова назван рододендрон Смирнова.
В 2017 году в Тбилиси в доме, где жил Михаил Николаевич, был открыт музей Смирновых.